# Abádszalók
Abádszalók város az Észak-Alföld régióban, Jász-Nagykun-Szolnok vármegyében, a Kunhegyesi járásban. 1895-ben jött létre Tiszaabád és Tiszaszalók egyesülésével. Ma a Tisza-tó turisztikai régió jelentős városa és Tiszafüred után a Tisza-tó egyik legkiépítettebb idegenforgalmi központja.

## Fekvése
A Nagykunság északnyugati részén fekszik, Szolnok és Tiszafüred között − bár ez utóbbihoz lényegesen közelebb −, a Tisza középső szakaszának bal partján, a Tisza-tó mellett.
A szomszédos települések: északkelet felől Tiszaderzs, kelet felől Tiszaszentimre és Tomajmonostora, délkelet felől Kunmadaras, dél felől Kunhegyes, nyugat felől Tiszabura, északnyugat felől pedig Kisköre és Tiszanána. [Utóbbi kettő a Tisza túlsó partján fekszik.] Észak felől a legközelebbi település Sarud [ugyancsak a Tisza túlpartján], de a közigazgatási területeik nem érintkeznek; abból az irányból Abádszalók Újlőrincfalvához tartozó, lakatlan külterületekkel határos.

### Megközelítése
Közúton három irányból érhető el: Kisköre-Tiszabura és Tiszaderzs felől a 3216-os, Kunhegyes felől pedig a 3221-es úton. Külterületeit érinti még a 3217-es út is.
Az ország távolabbi részei felől a legegyszerűbben a 33-es főútról közelíthető meg, tiszafüredi, vagy a 34-es főútról, kunhegyesi letéréssel.
A hazai vasútvonalak közül a MÁV 102-es számú Kál-Kápolna–Kisújszállás-vasútvonala érinti, melynek korábban két megállási pontja is volt a határai között. Abádszalók megállóhely a település lakott területétől viszonylag távol, 4-5 kilométerre nyugatra helyezkedik el, a 3216-os út vasúti keresztezése mellett; közúti elérését a 32 322-es számú mellékút biztosítja. Kisgyócs megállóhely a város déli külterületei között létesült, nem messze a névadó településrésztől, de ma már ott nincs személyforgalom.
A közúti tömegközlekedés lebonyolításában a fő szerepet a Volánbusz autóbuszai játsszák.

## Története

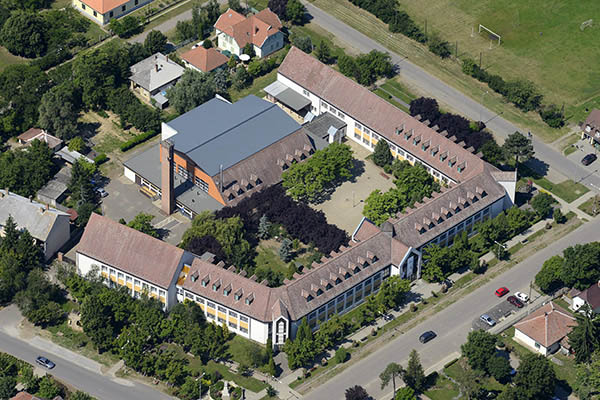
Általános iskola légi fotó, Abádszalók

Abádszalók település Tiszaabád és Tiszaszalók egyesülésével jött létre 1896-ban. Abádot, mint fontos Tiszai révhelyet, Thonuzaba besenyővezér birtokaként említi Anonymus, Szalók neve pedig török eredetű, a honfoglalás kori Zaluch (Szalók) személy-, és nemzetségnévből alakult ki. A község neve 1271-től sűrűn fordul elő az oklevelekben. 1697-ig folyamatosan lakott hely volt, majd elpusztulhatott, mert 1703-ban nem említik faluként. 1717-től tudunk arról, hogy megindult a községi élet. A falu lakosainak életében mindig a mezőgazdaság volt a döntő, mert az ipar kialakulásának a földrajzi és gazdasági tényezők nem kedveztek. 1740-ben Orczy László 44 német iparos családot telepített Szalókra. Leszármazottaik elmagyarosodva ma is ott élnek, és sokan közülük folytatják apáik egykori mesterségét. Nagy hagyományai voltak a gyékényszövésnek, kosárfonásnak; e tevékenységekhez az alapanyagokat a Tisza árterülete biztosította. A halasi Csipkeház segítségével sok parasztasszony tanulta meg és közülük nem egy ma is műveli a csipkeverést.
Az 1973. május 16-án átadott Kiskörei vízerőmű építése, majd később a Tisza-tó kialakulása jelentősen megváltoztatta a település életét, lehetőségeit. A tó szigetekkel tarkított, duzzasztással létrehozott 127 négyzetkilométeres árterületének 14 négyzetkilométeres szabadvíz felülete Abádszalóknál található. A település ma már a vízi sportokat, szabadstrandokat, könnyűzenei programokat kedvelő turisták közkedvelt helye. Az „Abádszalóki Nyár” rendezvénysorozat kulturális, képzőművészeti, és sportprogramjai évek óta biztosítják a vendégek és a lakosság számára a szabadidő tartalmas eltöltését. Több mint 40 vállalkozás, éttermek, büfék, vendéglátóegységek, kempingek, panziók, csónakkikötők szolgálják a vendégek ellátását, kikapcsolódását. Az abádszalóki Attila-öbölben kijelölt területen motoros vízi sporteszközök is  használhatók (ld. térképszelvény). Szörfözők színes kavalkádja borítja a vizet, és fehér vitorlák látszanak a távolban. Az enyhe lejtésű homokos vízpartot napozók és fürdőzők tarka hada lepi el, akik épp a környéken tett kirándulások, evezős- és csónaktúrák, kerékpártúrák fáradalmait pihenik ki, és szívesen megmártóznak  a tó vízében.
2005-ben Abádszalók városi címet kapott.

## Népesség
A település népességének változása:
| Lakosok száma | 4180 | 4328 | 4328 | 4129 | 4058 | 3869 | 3849 | 3799 |
|               | 2011 | 2013 | 2014 | 2017 | 2021 | 2022 | 2023 | 2024 |

2001-ben a település lakosságának 98%-a magyar, 2%-a cigány nemzetiségűnek vallotta magát.
A 2011-es népszámlálás során a lakosok 85%-a magyarnak, 4,1% cigánynak, 1,1% németnek mondta magát (14,8% nem nyilatkozott; a kettős identitások miatt a végösszeg nagyobb lehet 100%-nál). A vallási megoszlás a következő volt: római katolikus 27,9%, református 26,1%, görögkatolikus 0,2%, felekezeten kívüli 23,5% (21,7% nem nyilatkozott).
2022-ben a lakosság 89,7%-a vallotta magát magyarnak, 4,2% cigánynak, 1,2% németnek, 0,2% románnak, 0,1% görögnek, 0,1% bolgárnak, 1,4% egyéb, nem hazai nemzetiségűnek (9,7% nem nyilatkozott; a kettős identitások miatt a végösszeg nagyobb lehet 100%-nál). Vallásuk szerint 18,3% volt református, 16,1% római katolikus, 0,2% görög katolikus, 0,1% evangélikus, 0,1% izraelita, 0,7% egyéb keresztény, 1,3% egyéb katolikus, 23,1% felekezeten kívüli (40,1% nem válaszolt).

## Közélete

### Polgármesterei
- 1990–1994: Vincze Ferenc (független)[11]
- 1994–1998: Bordás Imre (független)[12]
- 1998–2002: Bordás Imre (független)[13]
- 2002–2006: Bordás Imre (független)[14]
- 2006–2010: Bordás Imre (független)[15]
- 2010–2014: Kovács Mihály (független)[16]
- 2014–2016: Kovács Mihály (Abádszalókért)[17]
- 2016–2019: Balogh Gyula (Fidesz-KDNP)[18]
- 2019–2024: Balogh Gyula (Fidesz-KDNP)[19]
- 2024– : Balogh Gyula (Fidesz-KDNP)[1]

A településen 2016. május 8-án időközi polgármester-választást tartottak, mert az előző polgármester február első felében lemondott posztjáról.

## Egyházi közigazgatás

### Római katolikus egyház
Az Egri főegyházmegye (Egri érsekség) székesegyházi főesperességének Hevesi Esperesi Kerületéhez tartozik. Önálló plébániával rendelkezik. Római katolikus temploma a Szent Kereszt felmagasztalása templom.

### Református egyház
A Tiszántúli református egyházkerület (püspökség) Nagykunsági Református Egyházmegyéjéhez (esperességéhez) tartozik. Önálló anyaegyházközség.

## Nevezetességei

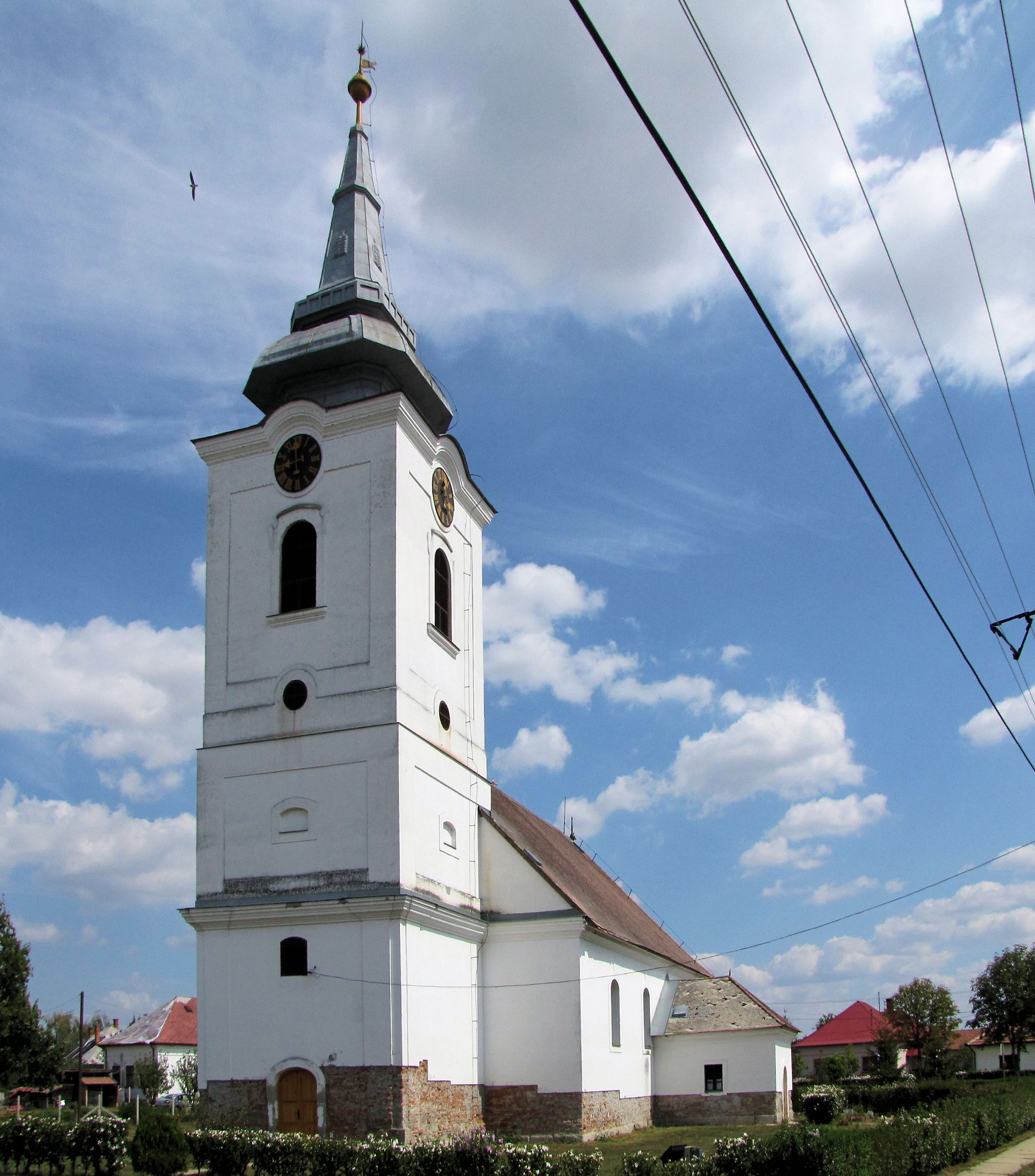
A Mikszáth utcai református templom

- Tiszaabád református temploma 1787 és 1789 között épült.
- Tiszaszalók mai református temploma 1811 és 1822 között épült. 1842-ben tetőzete leégett, majd 1924-ben újjal cserélték ki.
- Tiszaszalók római katolikus temploma 1744-ben barokk stílusban épült. A berendezés: a szószék, a keresztelőkút copf stílusú, és 1790 körül készült. Oltárképeit az abádszalóki születésű Kovács Mihály festette 1870-1873-ban.
- Babamúzeum: A kiállításon a Kárpát-medence 156-féle viselete 360 babán (56 cm-es hiteles kicsinyített másolatok) látható és a világ 65 országának 226 babája is megtekinthető. A kiállítás folyamatosan bővül.
- Malom-fogadó: A Mikszáth út tiszai strand felé eső részén áll a Malom-fogadó. A ház valaha az Eppinger-féle malom épülete volt, amelyben 1912-1913-tól az abádszalóki gőzfűrész és gőzmalom működött.
- Lakóház (Mikszáth u. 23.): A 19. század második felében épült klasszicista stílusban.
- Lakóház (Mikszáth u. 26.): A 19. század második felében épült klasszicista stílusban.
- I. világháborús emlékmű.
- "Kettecskén" című szobor: 2001-ben készítette Morvay László.
- Laki Kálmán mellszobra: Györfi Sándor készítette.
- 1848-as emlékmű.
- "Attila"-kút.
- Kossuth Lajos mellszobra: Györfi Sándor készítette.

## Abádszalók címere, zászlaja, lobogója
Abádszalók város önkormányzati címerét 1996-ban alkotta meg Szekeres István grafikusművész. A címer heraldikai leírása: „álló háromszögű pajzs zölddel és kékkel vágott felső mezejében kiterjesztett szárnyú, fejével jobbra fordult arany sas, csőrében arany koszorút tart; az alsó mezőben középen két függőlegesen lebegő, kifelé ívelt helyzetű ezüst csuka.” A pajzsot és a címer minden részletét fekete vonal határolja. Külső dísz: pajzs felett fekete „ABÁDSZALÓK” felirat.
A zászlóról a rendelet a következőket tartalmazza:
„1:2 arányú (90*180 cm) fekvő téglalap ezüst mezővel, a szélein felül zöld, alul kék osztással /1/6, 4/6, 1/6, melyen a címer az első harmadban helyezhető el.”
„A lobogó 2:1 arányú (180*90 cm) álló téglalap a zászlónál megadott színbontásban, alján 10 cm-es arany rojttal; a címer a felső harmadban helyezhető el.”
Színek:
Abádszalók a helység színéül a zöld, a fehér és a kék színt választotta, ami elsősorban az önkormányzati zászló és lobogó kék-fehér-zöld sávjában fejeződik ki. Ezek a színek az abádi és a szalóki örökség részei. A kék és fehér kezdettől színi jelképei Jász-Nagykun-Szolnok megyének. A tájnak, az emberi létnek ugyanakkor a levegő – víz – fényen kívül fontos eleme a zöldellő határ, a föld, a termelés is.
A zászló fehér színe a tisztaságot, az ártatlanságot, a győzelmet, a tökéletességet jelképezi, utal a fehér ruhában mennybe emelkedő Jézusra, de jelenti a világosságot és az isteni földöntúli fényt is.
A kék: az ég, a levegő és a víz színe, a tisztaságot, az igazságot és a hűséget szimbolizálja. A zöld: a tavasznak, a feltámadásnak és a halhatatlanság reményének, a Paradicsomnak a színe. Jelenti a megújuló földi életet, a művelt tájat, az érintetlen természetet, az itteni gazdálkodás fontosságát, az emberi helytállást és a munka értelmét.

## Itt születtek
- Udvarhelyi Miklós (Tiszaabád [ma: Abádszalók], 1790. – Pest, 1864. január 14.) színész, a magyar színészet egyik úttörője
- Kovács Mihály (Tiszaabád [ma: Abádszalók], 1818. július 25. - Budapest, 1892. augusztus 3.) magyar festőművész
- Balla Miklós (Tiszaabád [ma: Abádszalók], 1874 – Budapest, 1912. november 3.) író, költő, újságíró, lapszerkesztő
- Kovács Pál (Tiszaabád [ma: Abádszalók], 1892. szeptember 13. – Zimony, 1914. június 29.) magyar katona, az első világháborúban az Osztrák–Magyar Monarchia első hősi halottja
- Ember Mária (Abádszalók, 1931. április 19. – Budapest, 2001. december 30.) magyar író, újságíró, műkritikus, műfordító, történész, kutató
- Ember Judit filmrendező
- Sváby Lajos (Abádszalók, 1935. február 4.) Kossuth-díjas magyar festő, főiskolai tanár.
- Abádi Nagy Zoltán (Abádszalók, 1940. november 16.) irodalomtörténész, a Debreceni Egyetem Észak-amerikai Tanszékének alapító emeritus professzora, az Angol-Amerikai Intézet alapító igazgatója, a DE volt rektora.

## Lakinger Béla
Lakinger Béla, az „abádszalóki hős” Moldova György írásainak visszatérően emlegetett, de személyesen sohasem megjelenő figurája. (A Lakinger Béla zsebcirkáló). Kilétére, vagy Abádszalókon végrehajtott hőstettének mibenlétére nem derül fény. Mindenki által emlegetett, de senki által nem ismert hőstettének emlékére hajót neveztek el róla, a többnyire a Rákos-patak torkolatában horgonyzó Lakinger Béla Zsebcirkálót.

## Képgaléria

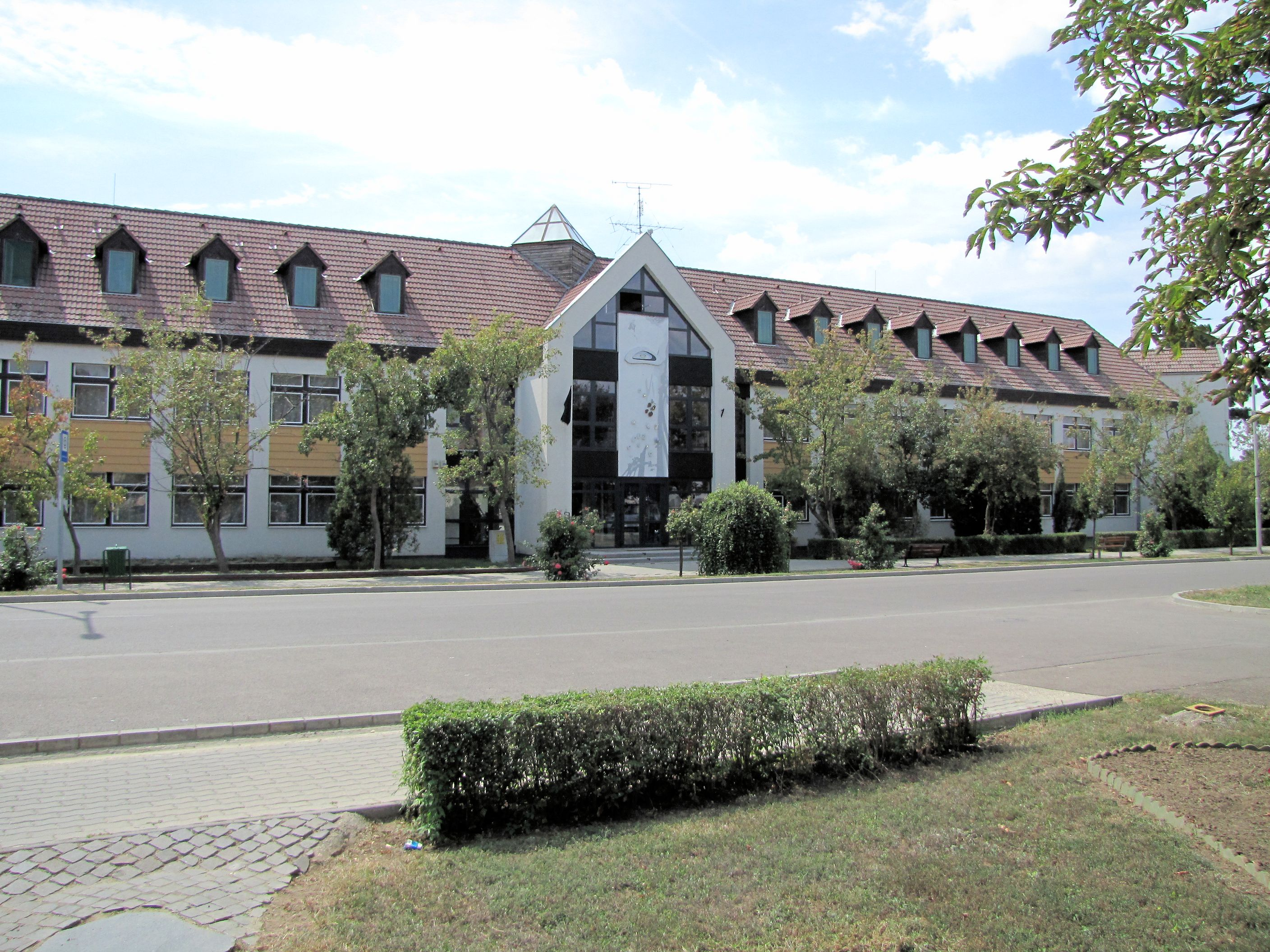
Általános iskola
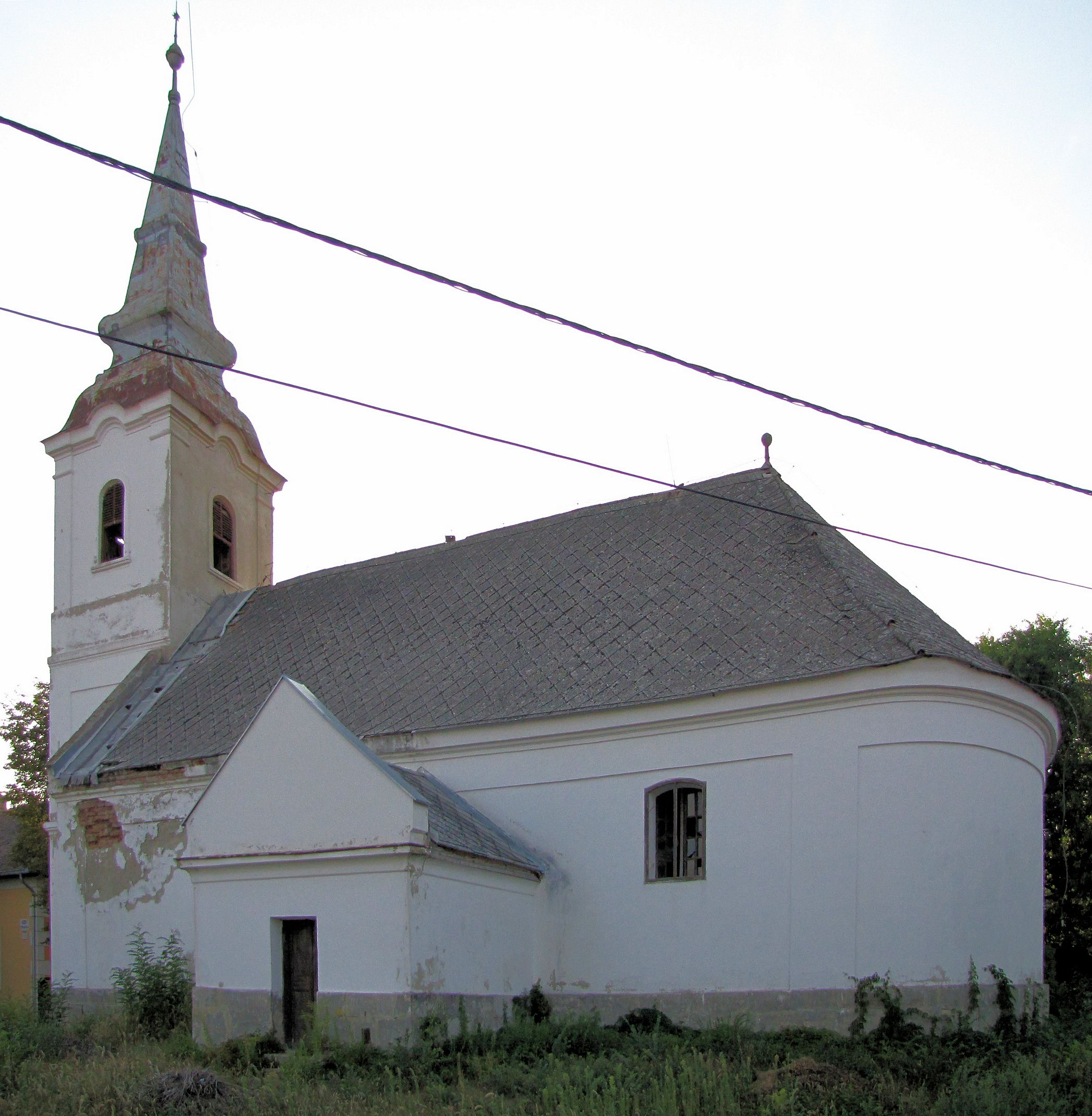
A Kisfaludy utcai református templom
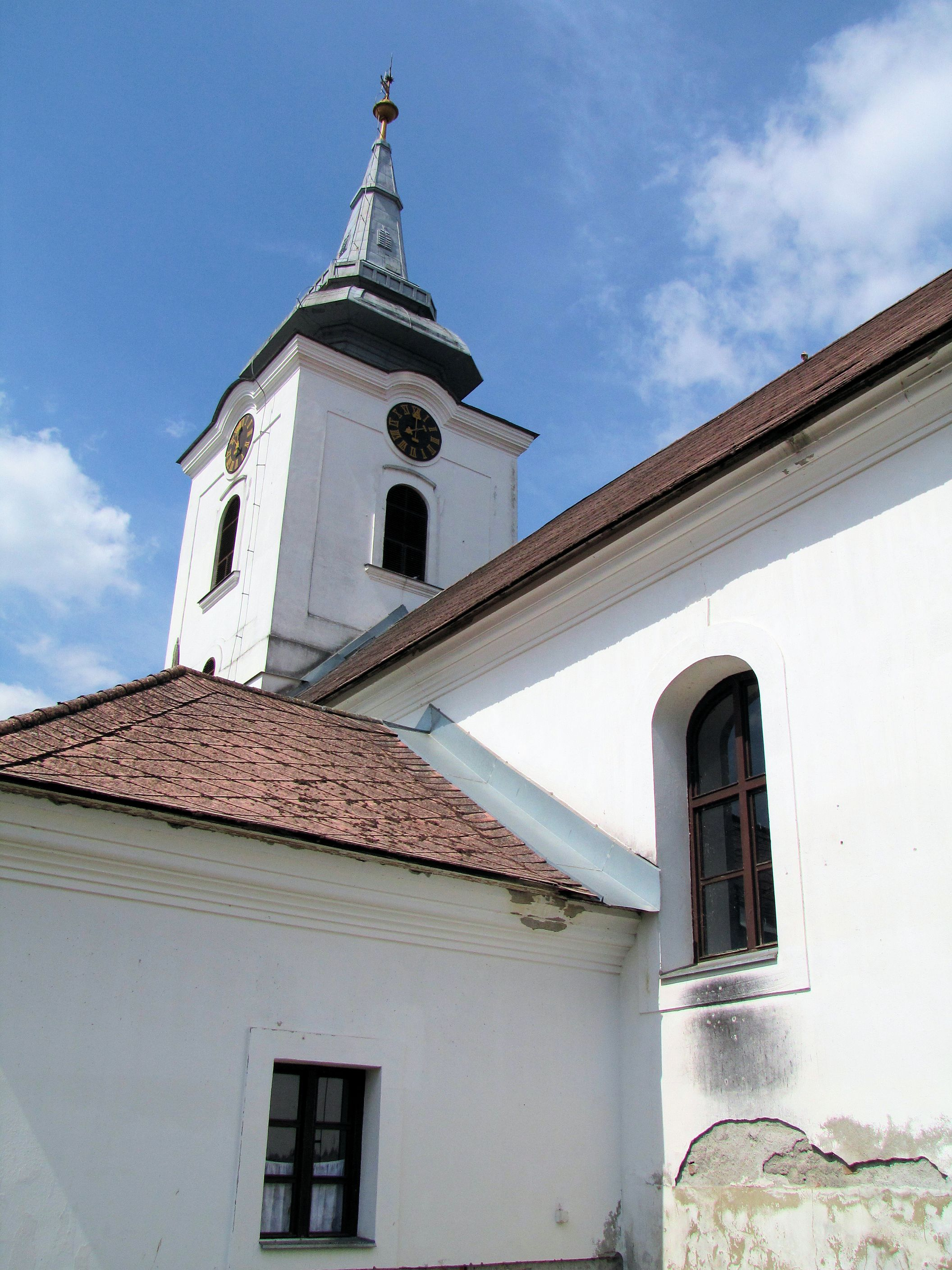
A Mikszáth utcai református templom
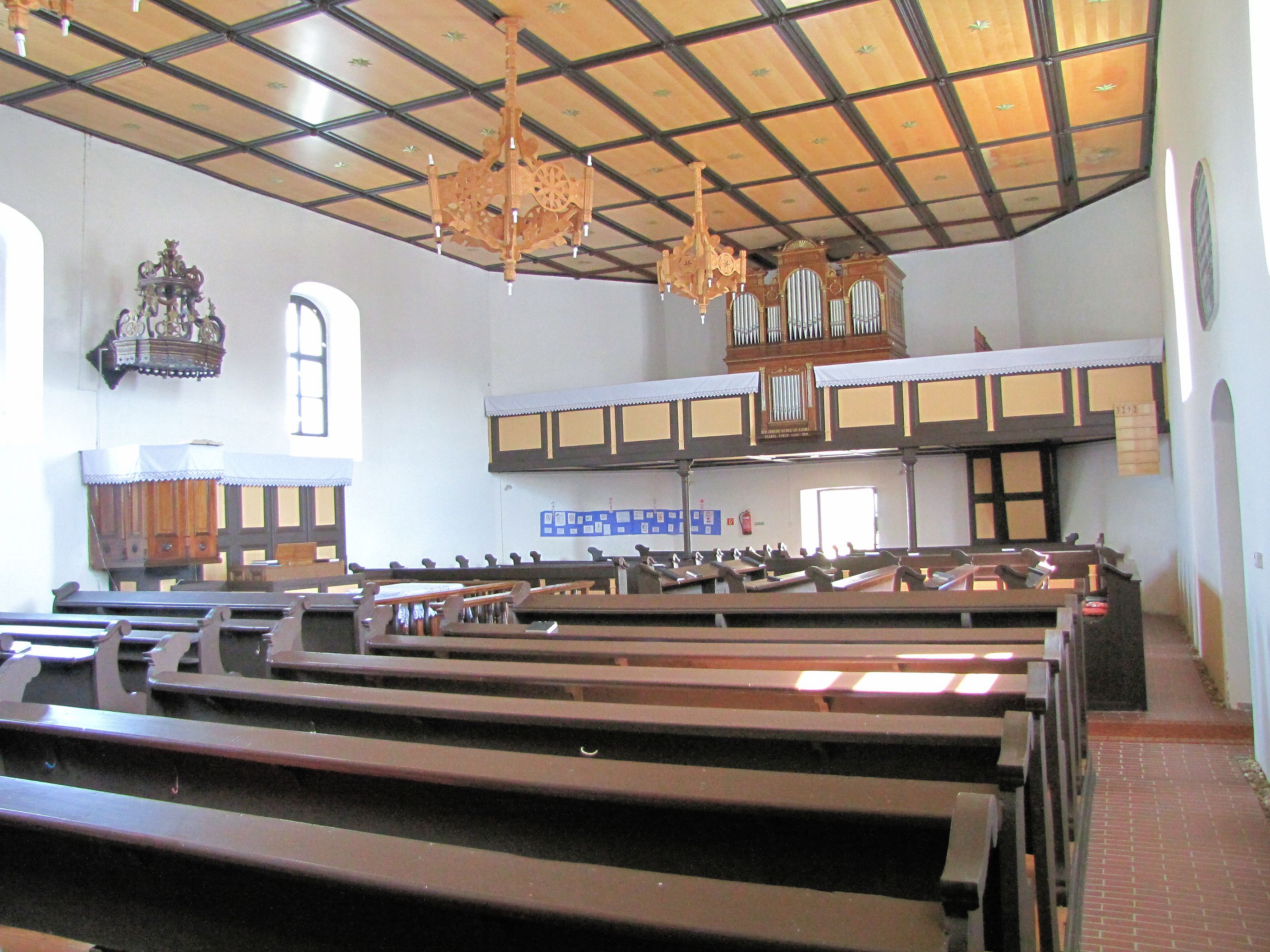
A Mikszáth utcai református templom belső tere
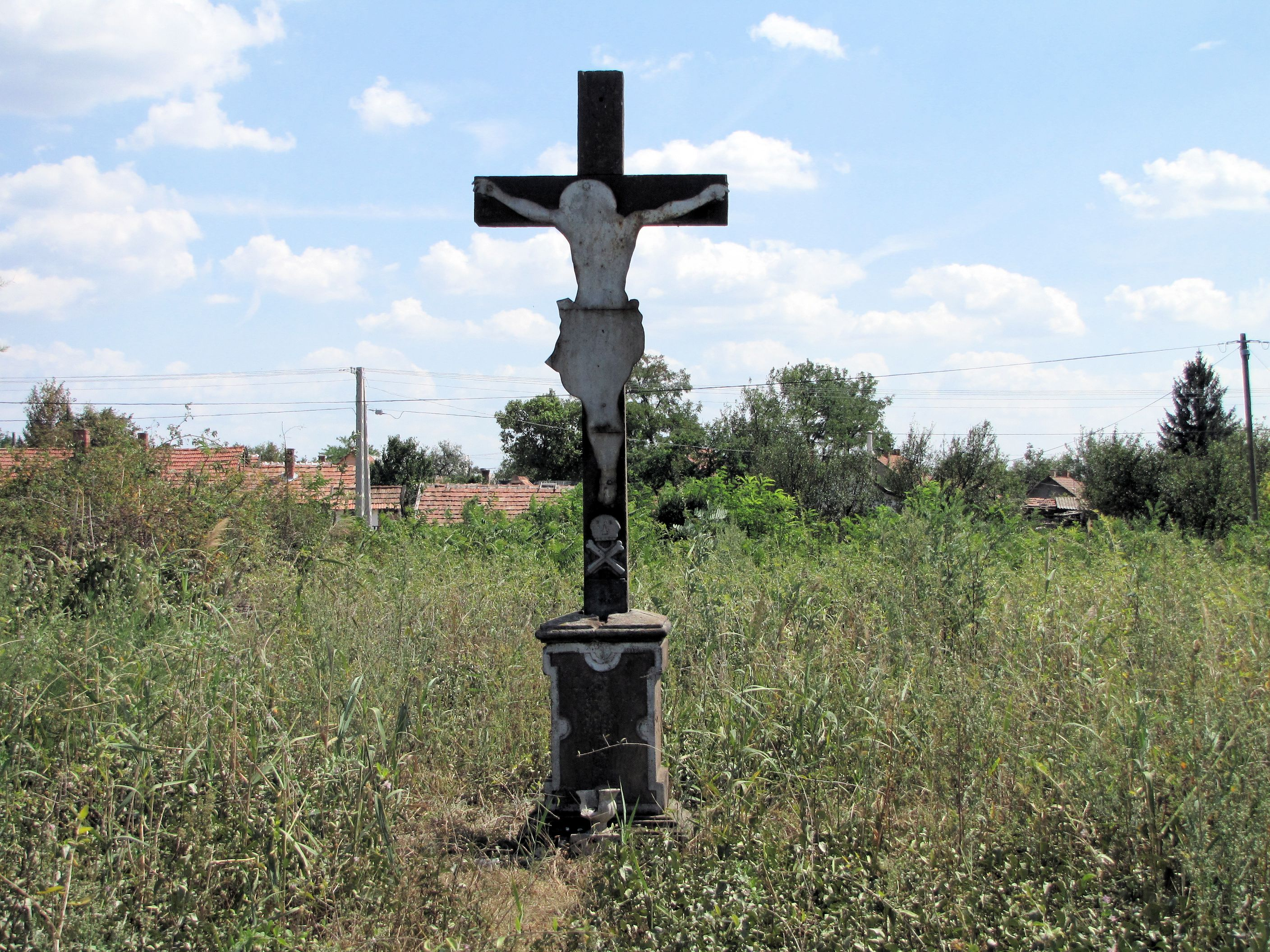
Kereszt 1811-ből a bezárt temetőben
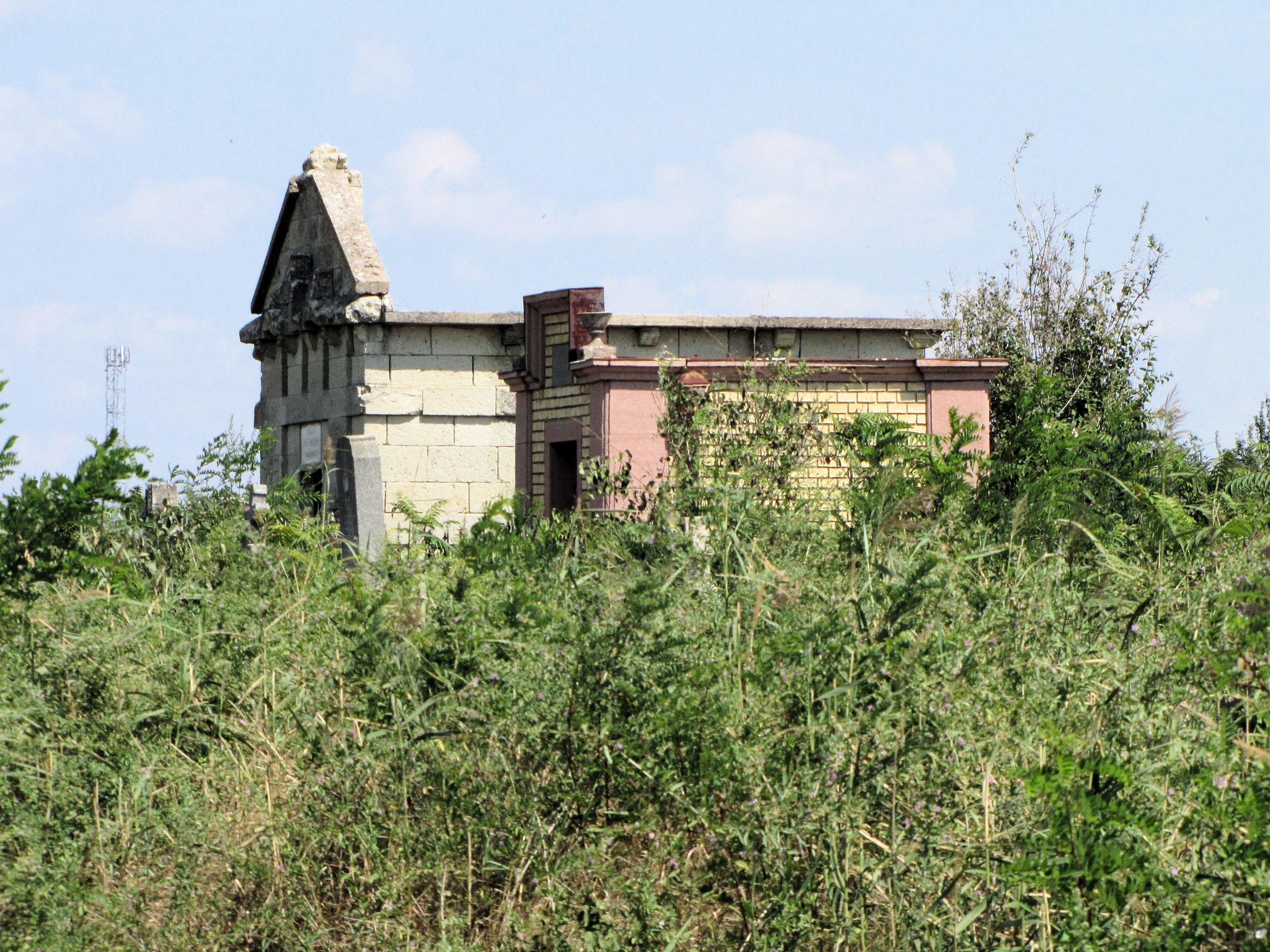
Kripták a bezárt temetőben
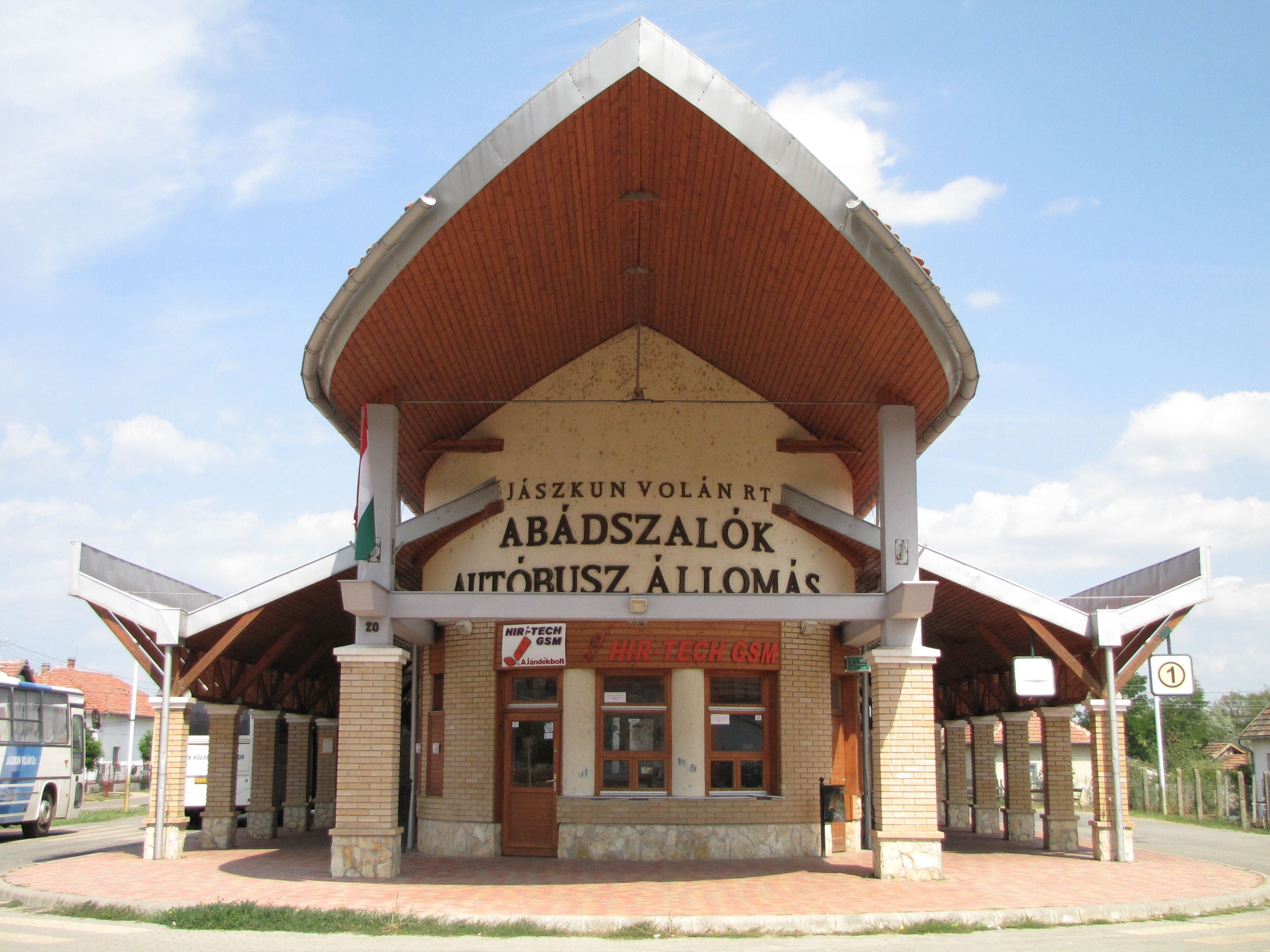
Buszállomás
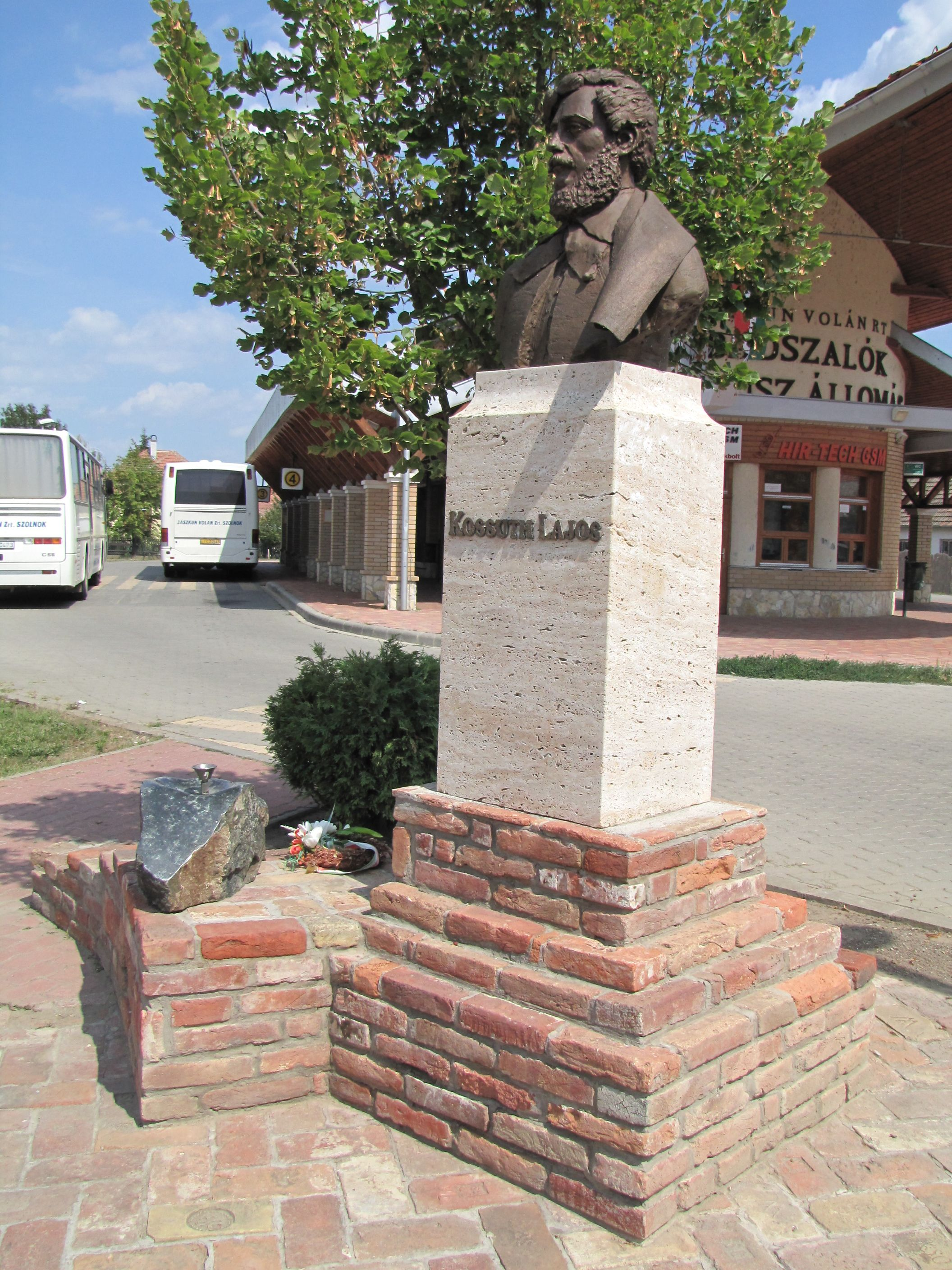
Kossuth-szobor
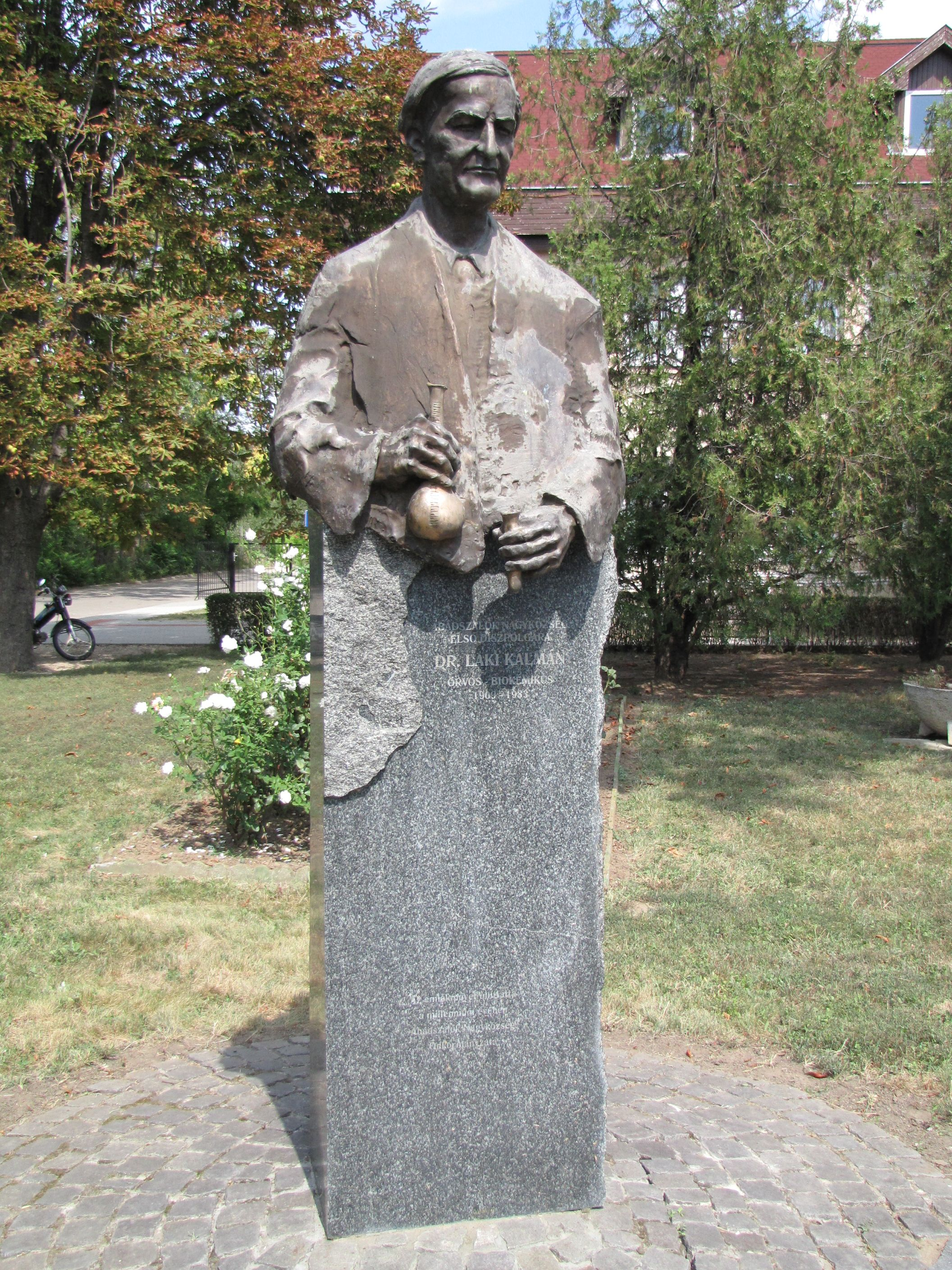
Laki Kálmán szobra

## Természeti értékek
- Abádi partifecske-telep: Több mint százötven madárfajt azonosítottak ezen a természetvédelmi területen.
- Védelem alatt áll az Erzsébet-ligetben található, a hajdani alföldi erdőségek világát idéző, százéves kocsányos tölgyes is.

## Turizmus
A felejthetetlen nyaralás élménye, az ártéri erdők csendje, a holtágak érintetlensége, a szigetek magánya, a végtelen csónak-, kenu- és kajaktúrák, vagy az andalgós Tisza menti séták lehetősége várja az ide látogatókat. De az is megtalálja a számítását, aki a vízi sportok szerelmese, vagy éppen szereti a strandok állandó nyüzsgésének hangulatát, a halászlé illatát, a változatos part menti rendezvények sajátos atmoszféráját, akkor Önnek Abádszalók a nyarat jelenti. 
Településünkre érkezők kevesen tudják, hogy városunk az újkőkor óta állandóan lakott vidék. A XX. Század végétől Abádszalók a magyar idegenforgalom egyik legdinamikusabban fejlődő gyöngyszemévé vált. A tóvá duzzasztott Tisza selymes vizet tökéletes kikapcsolódást nyújt a családoknak, fiataloknak, időseknek egyaránt. 
Az „Abádszalóki Nyár” rendezvénysorozat szórakoztató, kulturális és sportprogramjaival a nyári főszezonban a lakosság és vendégeik szabadidejének tartalmas eltöltését, kikapcsolódását szolgálja. 
A programsorozat kiemelkedő része a „Tisza-tó Szépe választás”, valamint a Tisza-tó átúszóverseny. Bárki részt vehet a homokfoci, valamint a röplabda versenyeken, de aki inkább hizlalja, mint apsztja a pocakját, benevezhet a különböző gasztronómiai versenyekre is. 
A hűvösebb napok igazán érdekes programja lehet a Babamúzeumban tett látogatás. A Kárpát-medence több mint 150 féle viseletét közel 400 babán bemutató kiállítás elsősorban a magyarok lakta települések ruházkodását dolgozza fel, de emellett megtalálhatók itt a sváb, szász, cigány, ruszin, rutén, szlovák, délszláv, horvát stb nemzetiségek öltözetei is. 
Egy képeslap, egy ismertető szöveg, soha nem mondhat annyit egy településről, annak lakóiról, vendégszeretetéről, mint egy személyes találkozás. A táj, az emberek, az ízek csak a helyszínen ismerhetők meg igazán. 
Élvezze Ön is, a tiszai szellő simogatását Abádszalókon!